# خطوط متنافر

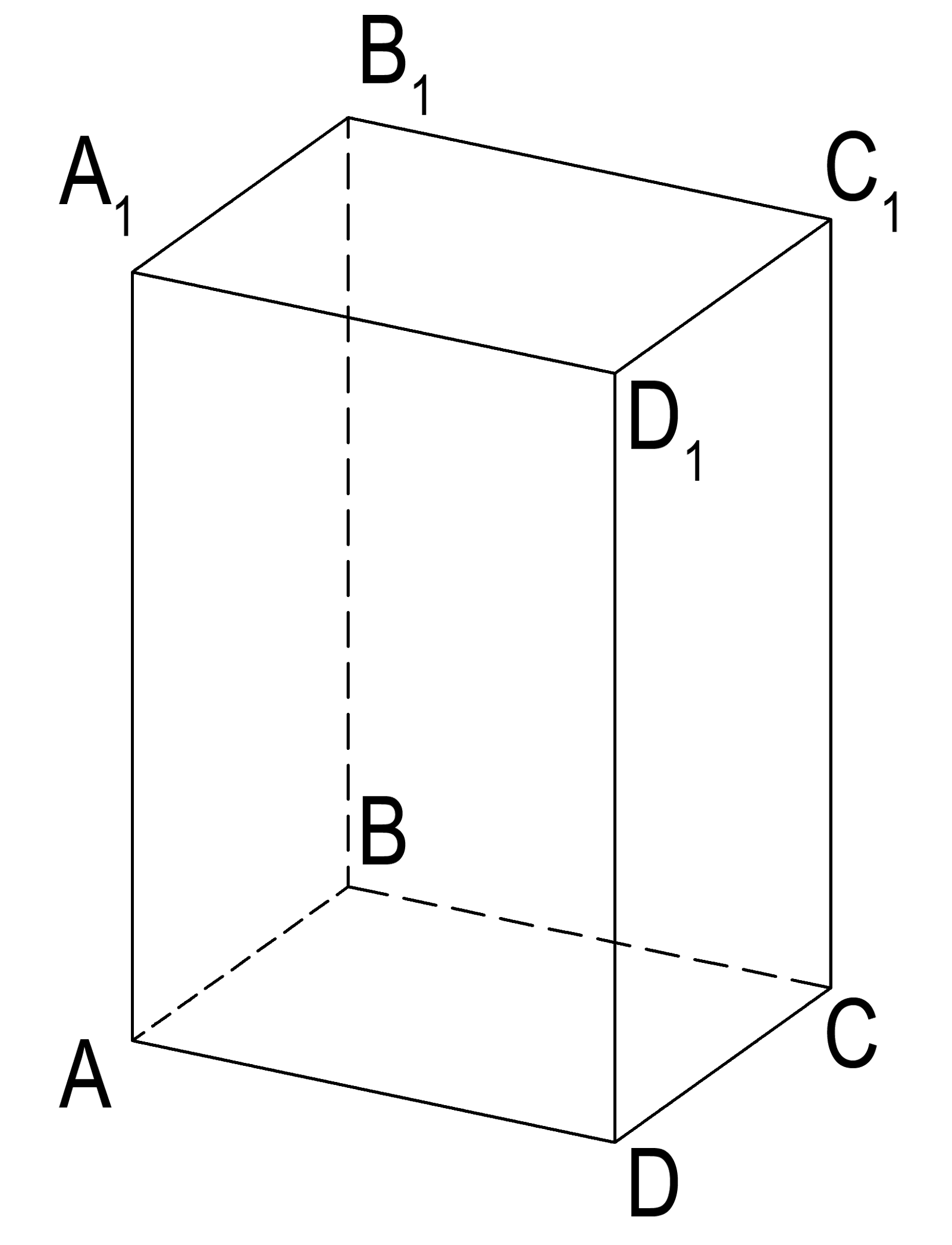
در این مکعب مستعطیل، خطوطی که از اضلاع AD و B_{1}B می‌گذرند متنافرند چون در یک صفحه نیستند.

در هندسهٔ فضایی، خطوط متنافر دو خطی هستند که نه موازی‌اند و نه متقاطع. مثال ساده‌ای از خطوط متنافر، خطوط اضلاع مقابل در یک چهار وجهی منتظم است. دو خط در یک صفحه یا یکدیگر را قطع می‌کنند یا با هم موازی‌اند، بنابراین خطوط متنافر فقط در فضای سه یا چند بعدی مطرح هستند. دو خط متنافرند اگر و فقط اگر هم‌صفحه نباشند.